# Oederemia lithoplasta
Oederemia lithoplasta là một loài bướm đêm trong họ Noctuidae.